# Henk Hanssen
Henk Hanssen (Nuenen, 12 september 1961 – Hilversum, 11 september 2024) was schrijver en journalist.

## Biografie
Hanssen volgde opleidingen aan de School voor de Journalistiek in Utrecht en de Filmacademie in Amsterdam.
Hij werkte als verslaggever en eindredacteur voor diverse tijdschriften. Daarnaast schreef hij non-fictieboeken en scenario’s en werkte hij als copywriter voor reclamebureaus. In 2000 richtte hij IkVader.nl op, een cross-mediale uitgeverij die vaders informeert over opvoeding ‘in een taal die hen aanspreekt.’ Hanssen publiceerde verschillende boeken over het vaderschap, waaronder BabyManagement voor Mannen en Zwangerschapsmanagement voor Mannen, die niet alleen in Nederland maar ook internationaal worden uitgegeven. BabyManagement is vertaald in het Engels, Duits en Portugees.
Voor zijn werk als pleitbezorger voor de betekenis van het vaderschap oogstte Hanssen veel waardering. In 2009 werd Hanssen door het feministische maandblad Opzij gekozen tot Voorbeeldman. In hetzelfde jaar werd hij genomineerd voor de Moderne Man Prijs.
In mei 2013 debuteerde Hanssen als romanschrijver bij De Bezige Bij met Een kwestie van zelfbehoud. Daarnaast was Hanssen actief als schrijver van vaderschapsboeken en webredacteur bij zijn bedrijf Hanssen.nl. Hij overleed  een dag voor zijn 63e verjaardag aan de gevolgen van prostaatkanker.